# Ole Bjarrum
Ole Bjarrum (født 22. februar 1952) er en dansk erhvervsmand, der var administrerende direktør for Nykredit Forsikring indtil 2010. Derefter direktør i Gjensidige Forsikring. Chairman of Eco-T International.Managing Partner i BB Partners. Medlem af bestyrelsen for PenSam Forsikring, Alipes Capital , SceneKunstSkoler, og Charlottenlund Soebad. Medlem af Dansk Aktionærforenings repræsentantskab.
Bjarrum blev cand.scient.pol. fra Aarhus Universitet i 1978, Graduate Fellow Loyola fra University of Chicago 1974-1975 og PMD fra Harvard Business School i 1991.
Han har deltaget i Boston Marathon og New York Marathon.